# Peltacanthina punctipennis
Peltacanthina punctipennis är en tvåvingeart som beskrevs av Friedrich Georg Hendel 1914. Peltacanthina punctipennis ingår i släktet Peltacanthina och familjen bredmunsflugor.
Artens utbredningsområde är Tanzania. Inga underarter finns listade i Catalogue of Life.